# Vincent Jackson
Pour les articles homonymes, voir Jackson.
(en) Statistiques sur pro-football-reference
Vincent Jackson, né le 14 janvier 1983 à Colorado Springs et mort le 15 février 2021 à Tampa, est un joueur américain de football américain ayant évolué à la position de wide receiver. Il a joué en National Football League (NFL) pour les Chargers de San Diego (2005-2011) et les Buccaneers de Tampa Bay (2012-2016).

## Biographie

### Carrière universitaire
Il a étudié à l'université du Nord du Colorado et a joué pour l'équipe des Bears de Northern Colorado de 2001 à 2004.

### Carrière professionnelle
Il est sélectionné au deuxième tour, en 61e position, par les Chargers de San Diego lors de la draft 2005 de la NFL. Il est le joueur issu de Northern Colorado à être sélectionné le plus haut dans une draft de la NFL. Vincent Jackson a été en nomination à quatre occasions durant sa carrière pour le prix Walter Payton, remis à l'homme de l'année dans la NFL.

### Mort
Il est retrouvé mort dans sa chambre d’hôtel à Tampa le 15 février 2021. Les rapports d'autopsie révèlent qu'il souffrait d'alcoolisme chronique, qui aurait contribué à sa mort. Sa famille croit qu'il souffrait d'encéphalopathie traumatique chronique (ETC) et fait donation de son cerveau au centre de recherche de l'ETC de l'université de Boston,.

## Statistiques
| Année              | Équipe                  | MJ                 |     | Passes réceptionnées | Passes réceptionnées | Passes réceptionnées | Passes réceptionnées |       | Courses | Courses | Courses | Courses |  | Fumbles | Fumbles |
| Année              | Équipe                  | MJ                 | Nb. | Yards                | Moy.                 | TD                   | Nb.                  | Yards | Moy.    | TD      | Nb.     | Perdus  |  |         |         |
| 2005               | Chargers de San Diego   | 8                  | 3   | 59                   | 19,7                 | 0                    | -                    | -     | -       | -       | 0       | 0       |  |         |         |
| 2006               | Chargers de San Diego   | 16                 | 27  | 453                  | 16,8                 | 6                    | 3                    | 16    | 5,3     | 0       | 0       | 0       |  |         |         |
| 2007               | Chargers de San Diego   | 16                 | 41  | 623                  | 15,2                 | 3                    | -                    | -     | -       | -       | 0       | 0       |  |         |         |
| 2008               | Chargers de San Diego   | 16                 | 59  | 1 098                | 18,6                 | 7                    | 4                    | 69    | 17,3    | 0       | 1       | 1       |  |         |         |
| 2009               | Chargers de San Diego   | 15                 | 68  | 1 167                | 17,2                 | 9                    | 3                    | 11    | 3,7     | 0       | 0       | 0       |  |         |         |
| 2010               | Chargers de San Diego   | 5                  | 14  | 248                  | 17,7                 | 3                    | 1                    | 14    | 14      | 0       | 0       | 0       |  |         |         |
| 2011               | Chargers de San Diego   | 16                 | 60  | 1 106                | 18,4                 | 9                    | 3                    | 51    | 17      | 0       | 0       | 0       |  |         |         |
| 2012               | Buccaneers de Tampa Bay | 16                 | 72  | 1 384                | 19,2                 | 8                    | -                    | -     | -       | -       | 0       | 0       |  |         |         |
| 2013               | Buccaneers de Tampa Bay | 16                 | 78  | 1 224                | 15,7                 | 7                    | 1                    | 0     | 0       | 0       | 1       | 0       |  |         |         |
| 2014               | Buccaneers de Tampa Bay | 16                 | 70  | 1 002                | 14,3                 | 2                    | 1                    | 0     | 0       | 0       | 1       | 1       |  |         |         |
| 2015               | Buccaneers de Tampa Bay | 10                 | 33  | 543                  | 16,5                 | 3                    | -                    | -     | -       | -       | 0       | 0       |  |         |         |
| 2016               | Buccaneers de Tampa Bay | 5                  | 15  | 173                  | 11,5                 | 0                    | -                    | -     | -       | -       | 0       | 0       |  |         |         |
| Totaux en carrière | Totaux en carrière      | Totaux en carrière | 540 | 9 080                | 16,8                 | 57                   | 15                   | 161   | 10,7    | 0       | 3       | 2       |  |         |         |